# Entada tuberosa
Entada tuberosa är en ärtväxtart som beskrevs av René Viguier. Entada tuberosa ingår i släktet Entada och familjen ärtväxter.

## Underarter
Arten delas in i följande underarter:
- E. t. pubescens
- E. t. tuberosa